# Lokomotive Lipsk
Lokomotive Lipsk (niem. Lokomotive Leipzig), właśc. 1. Fußballclub Lokomotive Leipzig e. V. – niemiecki klub piłkarski z Lipska, obecnie występuje w Regionallidze (grupa Nordost), stanowiącej czwarty poziom rozgrywek w Niemczech.

## Historia

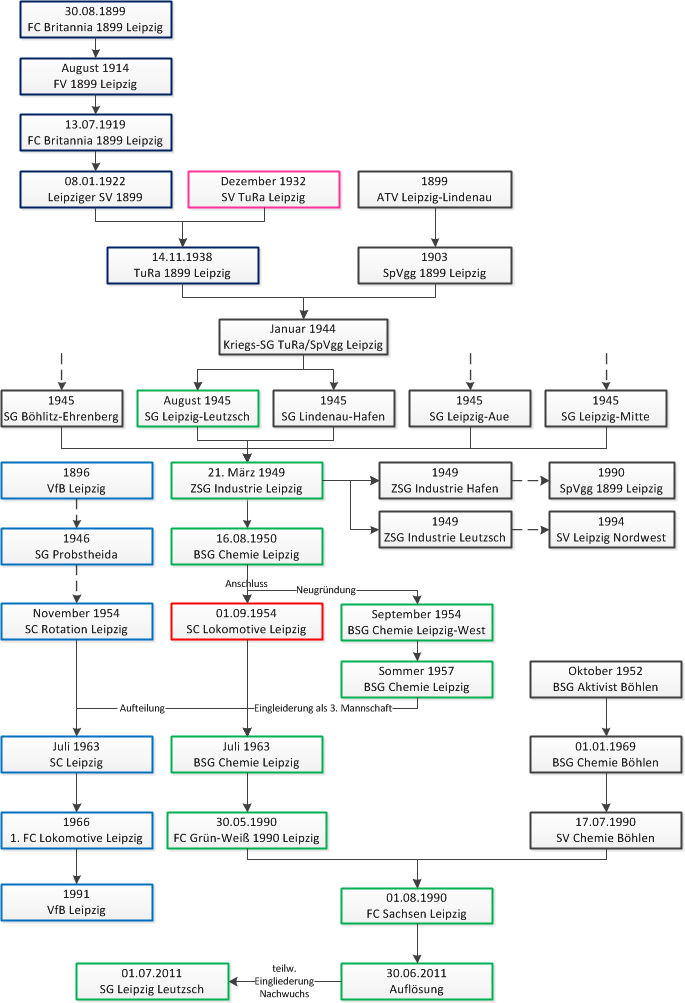
Historia przeobrażeń lipskich drużyn piłkarskich

### Geneza
Dnia 26 maja 1896 została założona piłkarska sekcja gimnastycznego klubu Allgemeine Turnverein 1845 Leipzig. W 1898 roku została ona włączona do klubu VfB Leipzig, który powstał w 1893 roku. Drużyna VfB zdobyła trzy razy mistrzostwo Niemiec (1903, 1906, 1913), a także raz Puchar Niemiec (1936). W latach 1933–1945 VfB przez 12 sezonów występowało w Gaulidze (grupa Sachsen). Po II wojnie światowej klubu nie reaktywowano. Na bazie piłkarzy VfB w 1946 założono SG Probstheida, który potem występował pod nazwami BSG Erich Zeigner Probstheida oraz BSG Einheit Ost Lipsk. Pod tą drugą w sezonie 1953/1954 roku rozpoczął grę w DDR-Oberlidze, czyli pierwszej lidze NRD. W 1954 roku połączył się z SC Rotation Leipzig i kontynuował grę w tych rozgrywkach. W 1963 roku z SC Rotation oraz SC Lokomotive Leipzig zostały założone nowy klub SC Leipzig oraz reaktywowano Chemie Lipsk.

### Lokomotive w okresie NRD

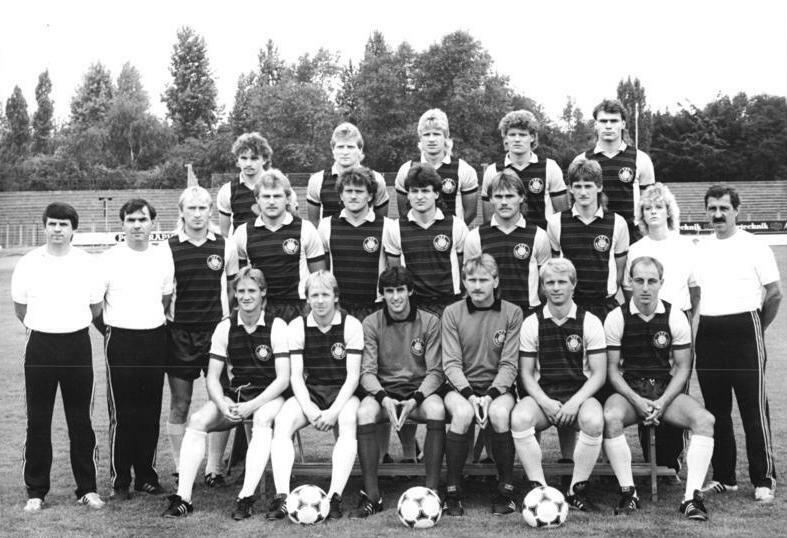
Zawodnicy i sztab szkoleniowy na sezon 1988/89

W 1966 roku w wyniku reorganizacji, SC Leipzig został przekształcony w 1. FC Lokomotive Lipsk. W kolejnych latach trzy razy wywalczył wicemistrzostwo NRD (1967, 1986, 1988), a także cztery razy zdobył Puchar NRD (1976, 1981, 1986, 1987). W 1987 roku osiągnął też finał Pucharu Zdobywców Pucharów, jednak przegrał tam 0:1 z Ajaksem.

### Rozwiązanie na rzecz nowego VfB
Po zjednoczeniu Niemiec w 1990 roku i zakończeniu sezonu 1990/1991 drużyna Lokomotive została rozwiązana. W miejsce klubu został reaktywowany przedwojenny VfB Leipzig, który w sezonie 1991/1992 rozpoczął grę w 2. Bundeslidze. W sezonie 1992/1993 wywalczył awans do Bundesligi. W kolejnym sezonie zajął w niej jednak ostatnie, 18. miejsce i spadł z powrotem do 2. Bundesligi. W sezonie 1997/1998 spadł do Regionalligi, a w sezonie 2000/2001 do Oberligi.

### Reaktywacja
W 2004 roku klub zbankrutował i został rozwiązany. W jego miejsce fani reaktywowali 1. FC Lokomotive Lipsk. Rozpoczął on grę w jedenastej lidze. W 2016 roku awansował do Regionalligi, stanowiącej czwartą ligę.

## Europejskie puchary

### Puchar Miast Targowych
W Pucharze Miast Targowych klub występował w trzech sezonach. W sezonie 1965/1966 wygrał rozgrywki Pucharu Intertoto, po pokonaniu w jego finale 4:1 IFK Norrköping. Rok wcześniej przegrał w finale z Polonią Bytom 4:5. W sezonie 1966/1967 dotarł do ćwierćfinału, gdzie przegrał w dwumeczu z Kilmarnock (1:2). Sezon później dotarł do 1/16 finału, gdzie przegrał w dwumeczu 0:2 z Vojvodiną Nowy Sad. Z kolei sezonie 1968/1969 odpadł również w 1/16 finału po dwumeczu z Hibernianem Edynburg, z którym przegrał 1:4.

### Puchar UEFA
W 1971 roku Puchar Miast Targowych został zastąpiony przez Puchar UEFA. W sezonie 1973/1974 klub dotarł do półfinału, w którym przegrał w dwumeczu z Tottenhamem 1:4. Sezon 1983/1984 zakończył na 1/8 finału, a kolejny na 1/16 finału. W sezonie 1985/1986 odpadł w pierwszej rundzie. Ostatni sezon w Pucharze UEFA to sezon 1988/89. Lokomotive nie sprostało tam jednak w 1/16 finału późniejszemu triumfatorowi rozgrywek – SSC Napoli.

### Puchar Zdobywców Pucharów
Gra Lokomotive Lipsk w PZP zaczęła się w sezonie 1976/1977. Klub odpadł wtedy w 1/16 finału po porażce 3:5 z Heart of Midlothian F.C.
W sezonie 1977/78 odpadł w 1/8 finału z Realem Betis 2:3. W sezonie 1981/1982 odpadli w 1/4 finału z FC Barceloną, po porażce 2:4. W sezonie 1986/1987 1. FC Lokomotive Leipzig dotarł do finału Pucharu Zdobywców Pucharów, jednak przegrał tam 0:1 z Ajaksem. Gola dla Ajaksu strzelił Marco van Basten.
W PZP klub grał również sezon później, ale odpadł w 1/16 finału po przegranym dwumeczu z Olympique Marsylią (0:1).
Legenda do wszystkich tabel:
- Q – runda eliminacyjna, 1/16, 1/8, 1/4, 1/2 – odpowiednia faza rozgrywek, Grupa – runda grupowa, 1r gr – pierwsza runda grupowa, 2r gr – druga runda grupowa, F – finał, R – runda, PO – play-off
- k. – rzuty karne, los. – losowanie, Dogr. – dogrywka, w. – zasada bramek strzelonych na wyjeździe

| Sezon   | Rozgrywki                 | Runda | Przeciwnik              | Dom     | Wyjazd  | Ogólnie     |
| ------- | ------------------------- | ----- | ----------------------- | ------- | ------- | ----------- |
| 1963/64 | Puchar Miast Targowych    | 1R    | Újpesti Dózsa           | 0–0     | 2–3     | 2–3         |
| 1964/65 | Puchar Miast Targowych    | 1R    | Wiener SC               | 0–1     | 1–2     | 1–3         |
| 1965/66 | Puchar Miast Targowych    | 2R    | Leeds United            | 1–2     | 0–0     | 1–2         |
| 1966/67 | Puchar Miast Targowych    | 1R    | Djurgårdens IF          | 2–1     | 3–1     | 5–2         |
| 1966/67 | Puchar Miast Targowych    | 2R    | RFC Liège               | 0–0     | 2–1     | 2–1         |
| 1966/67 | Puchar Miast Targowych    | 1/8   | SL Benfica              | 3–1     | 1–2     | 4–3         |
| 1966/67 | Puchar Miast Targowych    | 1/4   | Kilmarnock              | 1–0     | 0–2     | 1–2         |
| 1967/68 | Puchar Miast Targowych    | 1R    | Linfield                | 5–1     | 0–1     | 5–2         |
| 1967/68 | Puchar Miast Targowych    | 2R    | Vojvodina               | 0–2     | 0–0     | 0–2         |
| 1968/69 | Puchar Miast Targowych    | 1R    | Kjøbenhavns Boldklub    | w/o     | w/o     | w/o         |
| 1968/69 | Puchar Miast Targowych    | 2R    | Hibernian               | 0–1     | 1–3     | 1–4         |
| 1973/74 | Puchar UEFA               | 1R    | Torino FC               | 2–1     | 2–1     | 4–2         |
| 1973/74 | Puchar UEFA               | 2R    | Wolverhampton Wanderers | 3–0     | 1–4     | 4–4, w.     |
| 1973/74 | Puchar UEFA               | 1/8   | Fortuna Düsseldorf      | 3–0     | 1–2     | 4–2         |
| 1973/74 | Puchar UEFA               | 1/4   | Ipswich Town            | 1–0     | 0–1     | 1–1, k: 4–3 |
| 1973/74 | Puchar UEFA               | 1/2   | Tottenham Hotspur       | 1–2     | 0–2     | 1–4         |
| 1976/77 | Puchar Zdobywców Pucharów | 1R    | Heart of Midlothian     | 2–0     | 1–5     | 3–5         |
| 1977/78 | Puchar Zdobywców Pucharów | 1R    | Coleraine               | 2–2     | 4–1     | 6–3         |
| 1977/78 | Puchar Zdobywców Pucharów | 1/8   | Real Betis              | 1–1     | 1–2     | 2–3         |
| 1978/79 | Puchar UEFA               | 1R    | Arsenal                 | 1–4     | 0–3     | 1–7         |
| 1981/82 | Puchar Zdobywców Pucharów | Q     | Politehnica Timișoara   | 5–0     | 0–2     | 5–2         |
| 1981/82 | Puchar Zdobywców Pucharów | 1R    | Swansea City            | 2–1     | 2–1     | 4–2         |
| 1981/82 | Puchar Zdobywców Pucharów | 1/8   | Velež Mostar            | 1–1     | 1–1     | 2–2, k: 3–0 |
| 1981/82 | Puchar Zdobywców Pucharów | 1/4   | FC Barcelona            | 0–3     | 2–1     | 2–4         |
| 1982/83 | Puchar UEFA               | 1R    | Viking                  | 3–2     | 0–1     | 3–3, w.     |
| 1983/84 | Puchar UEFA               | 1R    | Girondins Bordeaux      | 4–0     | 3–2     | 7–2         |
| 1983/84 | Puchar UEFA               | 2R    | Werder Brema            | 1–0     | 1–1     | 2–1         |
| 1983/84 | Puchar UEFA               | 1/8   | Sturm Graz              | 1–0     | 0–2     | 1–2         |
| 1984/85 | Puchar UEFA               | 1R    | Lillestrøm SK           | 7–0     | 0–3     | 7–3         |
| 1984/85 | Puchar UEFA               | 2R    | Spartak Moskwa          | 1–1     | 0–2     | 1–3         |
| 1985/86 | Puchar UEFA               | 1R    | Coleraine               | 5–0     | 1–1     | 6–1         |
| 1985/86 | Puchar UEFA               | 2R    | A.C. Milan              | 3–1     | 0–2     | 3–3, w.     |
| 1986/87 | Puchar Zdobywców Pucharów | 1R    | Glentoran               | 2–0     | 1–1     | 3–1         |
| 1986/87 | Puchar Zdobywców Pucharów | 1/8   | Rapid Wiedeń            | 2–1     | 1–1     | 3–2, Dogr.  |
| 1986/87 | Puchar Zdobywców Pucharów | 1/4   | FC Sion                 | 2–0     | 0–0     | 2–0         |
| 1986/87 | Puchar Zdobywców Pucharów | 1/2   | Girondins Bordeaux      | 0–1     | 1–0     | 1–1, k: 6–5 |
| 1986/87 | Puchar Zdobywców Pucharów | F     | AFC Ajax                | 0–1 (N) | 0–1 (N) | 0–1 (N)     |
| 1987/88 | Puchar Zdobywców Pucharów | 1R    | Olympique Marsylia      | 0–0     | 0–1     | 0–1         |
| 1988/89 | Puchar UEFA               | 1R    | FC Aarau                | 4–0     | 3–0     | 7–0         |
| 1988/89 | Puchar UEFA               | 2R    | SSC Napoli              | 1–1     | 0–2     | 1–3         |

## Sukcesy
- mistrz Niemiec: 1903, 1906, 1913
- wicemistrz Niemiec: 1904, 1911, 1914
- wicemistrz NRD: 1967, 1986, 1988
- zwycięzca Pucharu Niemiec: 1936
- zwycięzca Pucharu NRD: 1976, 1981, 1986, 1987
- finalista Pucharu Zdobywców Pucharów: 1987
- półfinalista Pucharu UEFA: 1974